# Omňa
Omňa (rusky Омня) je řeka v Chabarovském kraji v Rusku. Je 320 km dlouhá. Povodí má rozlohu 6770 km².

## Průběh toku
Vzniká soutokem řek Pravý Učityn a Levý Učityn a protéká horskou krajinou. Ústí zprava do řeky Velký Aim (povodí Maji a Leny).

## Vodní stav
Zdrojem vody jsou sněhové a dešťové srážky. Zamrzá v říjnu až na začátku listopadu a rozmrzá v květnu.